# Oriol Amorós i March
Oriol Amorós i March (Barcelona, 24 d'octubre de 1970) és un polític català, diputat al Parlament de Catalunya en la VII, VIII, IX i X legislatures per Esquerra Republicana de Catalunya.

## Biografia
És Enginyer Tècnic Agrícola per l'Escola Superior d'Agricultura de Barcelona de la Universitat Politècnica de Catalunya. També ha fet cursos de postgrau sobre economia agrària europea a la Universitat de Lleida i de funció gerencial de l'empresa pública a ESADE.
Ha treballat al Col·legi d'Enginyers Tècnics Agrícoles, en una multinacional de l'àmbit de la jardineria entre el 1994 i el 1997 i de professor de tecnologia i d'economia en centres d'ensenyament secundari entre el 1997 i el 2000.
En la seva etapa estudiantil a la Universitat Politècnica de Catalunya va ser membre fundador del nucli del Bloc d'Estudiants Independentistes i va ser delegat dels estudiants. A la Universitat de Lleida va ser membre del primer Claustre, on va formar part de la ponència redactora dels estatuts fundacionals, i de l'Associació Cultural Universitària de Lleida.
Políticament, va ser membre de Catalunya Lliure del 1989 fins al 1992. El 1994 va ingressar a Esquerra Republicana de Catalunya. Des de les eleccions al Parlament de Catalunya de 1999 i fins a les eleccions municipals de 2011 ha dirigit les campanyes electorals d'ERC a Barcelona. Ha estat elegit diputat en les eleccions al Parlament de Catalunya de 2003, 2006, 2010, 2012 i 2015. El desembre de 2006, però, va haver deixar l'escó en ser nomenat Secretari per a la Immigració del govern català, càrrec que va desenvolupar fins al 2010.
Entre el 2004 i el 2012 va ser president de la Federació de Barcelona d'ERC.
En el Congrés Nacional d'ERC celebrat el 2011 va ser escollit vicesecretari general de Comunicació i Estratègia.
El juliol del 2014 es va presentar a les primàries per ser el candidat d'ERC a l'alcaldia de Barcelona. Finalment va ser escollit l'altre candidat, Alfred Bosch, que va obtenir 654 vots per davant dels 532 d'Amorós.
Es va presentar a les eleccions al Parlament de Catalunya 2015 dins de la candidatura JuntsPelSi, siguent elegit diputat per la circumpscricpió de Barcelona. El 5 de febrer de 2016, però, va presentar la seva renuncia a l'escó per ocupar la secretaria d'igualtat, migracions i ciutadania del govern
El 16 de novembre de 2020 va substituir Josep Ginesta i Vicente com a Secretari general del departament de Treball, Afers Socials i Família quan el conseller Chakir el Homrani havia cessat l'anterior cúpula amb el govern en funcions. Després que el nou govern fos constituït a partir de les eleccions al Parlament Catalunya de 2021, va ser nomenat Secretari general del departament d'Interior.